# Коваленко, Дмитрий Геннадьевич
Дми́трий Генна́дьевич Ковале́нко (укр. Дмитро Геннадійович Коваленко; род. 28 августа 1977, Киев) — американский футболист, полузащитник. В США за ним закрепилось прозвище Дима (англ. Dema).

## Биография

### Клубная карьера
Выступал за молодёжную команду киевского «Динамо». В 1989 году Коваленко попал в группу юношей, которые подавали мячи в прощальном матче Олега Блохина на Республиканском стадионе, после игры Владимир Бессонов подарил ему свою футболку сборной СССР. В начале 90-х юношеская команда «Динамо» поехала в тур по США, там его заметили тренеры одного из университетов. Вскоре на имя Дмитрия Коваленко пришло приглашение продолжить своё футбольное обучение в одном из американских колледжей, но его родители были против отправлять сына в 14 лет за океан. Дмитрий всё-таки поехал в США в 1992 году. Он окончил среднюю школу в Рочестере (Нью-Йорк). Три года играл за университетскую команду «Индиана Хужерс» и помог ей выиграть чемпионат в 1998 году.
Позже попал в команду «Даллас», но начал играть в 1999 году в «Чикаго Файр». В одном из матчей он сломал ногу Брендону Полларду, который после этого завершил свою карьеру. Он помог команде выиграть Кубок США в 2000 году. В финале «Чикаго Файр» обыграл «Майами Фьюжн» (2:1). В 2001 году принял участие в «Матче всех звёзд MLS», Коваленко вышел на поле во втором тайме и отметился забитым голом.
В декабре 2001 года попал в сферу интересов донецкого «Шахтёра», но был отдан в аренду на полгода в немецкий «Санкт-Паули». Сумма аренды составила 30 000 евро. В команде отыграл свой контракт и сразу вернулся в США.
В августе 2002 года снова сыграл в «Матче всех звёзд MLS».
В январе 2003 года перешёл в «Ди Си Юнайтед» в обмен на Джастина Маппа. В команде сразу стал основным игроком. В одном из матчей Коваленко снова сломал ногу сопернику, на этот раз Ронни О’Брайену. За это его оштрафовали на 1 000 долларов, и также он пропустил одну игру. В 2004 году вместе с командой выиграл Кубок MLS.
Зимой 2006 года перешёл в запорожский «Металлург». Коваленко в «Металлурге» закрепиться не удалось. Он сыграл один полный матч в чемпионате Украины против полтавской «Ворсклы» (3:1) и вышел на замену на 90-й минуте в матче с одесским «Черноморцем» (0:0).
Летом 2006 года вернулся в США в клуб «Ред Булл Нью-Йорк», подписав трехлетний контракт. Также мог перейти в «Лос-Анджелес Гэлакси» или «Чикаго Файр». Зимой 2008 года перешёл в «Реал Солт-Лейк». В январе 2009 года перешёл в «Лос-Анджелес Гэлакси». Коваленко остался в запасе в финальном матче Кубка MLS против своей бывшей команды «Реал Солт-Лейк», тогда Гэлакси проиграл (0:0, по пен. 4:5).

### Карьера в сборной
В национальную сборную Украины не вызывался. Несколько раз ему предлагали играть за сборную США, но он отказывался. В ноябре 2006 года получил гражданство США, но в сборную его уже не приглашали.

## Достижения
- Обладатель Кубка MLS: 2004
- Обладатель Кубка США: 2000
- Финалист Кубка MLS: 2009
- Победитель Supporters’ Shield: 2010